# هاراد
هاراد (انگلیسی: Harad) در فانتزی ارباب حلقه‌ها اثر جی. آر. آر. تالکین، سرزمین وسیعی در جنوب گاندور و موردور است. بندر اصلی آن اومبار (Umbar) نام دارد که مقر اصلی دزدان دریایی اومبار است که کشتی‌های آنان در خدمت سائورون، ارباب تاریکی، است. مردمان آن به هارادی، هارادریم یا جنوبی مشهورند، جنگجویان آن لباس‌هایی به رنگ قرمز و طلایی می‌پوشند و به شمشیر و سپرهای گرد مسلح هستند. برخی جنگجویان سوار فیل‌های غول پیکری به نام موماکیل می‌شوند.
در فیلم دو برج پیتر جکسون هارادی‌ها بر اساس سارازن‌های سده دوازده به تصویر کشیده شده‌اند. آن‌ها عمامه به سر دارند و جامه‌های بلند می‌پوشند و سوار فیل می‌شوند. هارادریم در انواع بازی‌ها و کالاهای الهام گرفته از ارباب حلقه‌ها نیز حضور دارد.